# Farmers Creek Township
Die Farmers Creek Township ist eine von 18 Townships im Jackson County im Osten des US-amerikanischen Bundesstaates Iowa. Das U.S. Census Bureau hat bei der Volkszählung 2020 eine Einwohnerzahl von 435 ermittelt.

## Geografie
Die Farmers Creek Township liegt im Osten von Iowa rund 30 km westlich des Mississippi, der die Grenze zu Illinois bildet. Die Grenze zu Wisconsin befindet sich rund 40 km nördlich.
Die Farmers Creek Township liegt auf 42°09′42″ nördlicher Breite und 90°43′41″ westlicher Länge und erstreckt sich über 92,2 km². Durch die Farmers Creek Township fließt der nördliche Maquoketa River, der sich im rund 10 km südlich der Farmers Creek Township gelegenen Maquoketa mit dem südlichen Arm vereinigt.
Die Farmers Creek Township liegt im Zentrum des Jackson County und grenzt im Norden an die Otter Creek Township, im Nordosten an die Richland Township, im Osten an die Perry Township, im Südosten an die Maquoketa Township, im Süden an die South Fork Township, im Südwesten an die Monmouth Township, im Westen an die Brandon Township und im Nordwesten an die Butler Township.

## Verkehr
Durch den Westen der Farmers Creek Township führt in Nord-Süd-Richtung der U.S. Highway 61. Alle anderen Straßen sind entweder County Roads oder weiter untergeordnete und zum Teil unbefestigte Fahrwege.
Der nächstgelegene Flugplatz ist der rund 15 km südlich der Township gelegene Maquoketa Municipal Airport; die nächstgelegene größeren Flughäfen sind der Dubuque Regional Airport (30 km nördlich) und der Quad City International Airport (rund 90 km südlich).

## Bevölkerung
Bei der Volkszählung im Jahr 2010 hatte die Township 445 Einwohner. Neben Streubesiedlung existieren in der Farmers Creek Township zwei (gemeindefreie) Siedlungen:
- Fulton
- Ironhills